# Triteleia clementina
Triteleia clementina är en sparrisväxtart som beskrevs av Robert Francis Hoover. Triteleia clementina ingår i släktet Triteleia och familjen sparrisväxter. Inga underarter finns listade i Catalogue of Life.